# Уотерлоу, Сидней
Сидней Уотерлоу (англ. Sydney Philip Perigal Waterlow; 22 октября 1878, Нью-Барнет, Хартфордшир, Восточная Англия — 4 декабря 1944, графство Уилтшир, Юго-Западная Англия) — британский дипломат.
Обучался в Итоне и Тринити-колледже Кембриджского университета, где был первым в классе на экзамене для получения отличия по классицизму (бакалавр: 1900, магистр: 1905).
С 1900 года — на дипломатической службе. В 1926—1928 годах — посланник Великобритании в Бангкоке, в 1928—1929 — в Аддис-Абебе, в 1929—1933 — в Болгарии, в 1933—1939 годах — в Греции.
Рыцарь-командор ордена Святого Михаила и Святого Георгия (1935), командор ордена Британской империи (1920). Кавалер ордена Почётного легиона.